# LB인베스트먼트
LB인베스트먼트 주식회사(영어: LB Investment)는 대한민국의 벤처 캐피털 기업이다.

## 역사
1996년 LG창업투자로 설립되었으며 2008년에 LG벤처투자로 변경하였다가 현재의 사명인 LB인베스트먼트로 법인을 변경하였다.

## 투자기업
- 에이블리코퍼레이션: 여성 패션 플랫폼
- 바디프랜드: 건강가전 분야.
- Noom: 건강관리 앱.
- 스탠다임: AI를 활용한 신약 개발.
- 이오플로우: 인슐린 펌프 기업.
- 아테코: 소캠 테스트 핸들러 공급사[5]